# Амброзі Гоффман
Амброзі Го́ффман (нім. Ambrosi Hoffmann; нар. 22 березня 1977, Давос) — швейцарський гірськолижник. Учасник трьох Олімпіад, олімпійський медаліст.

## Кар'єра
У березні 1996 року Гоффманн стартував у Кубку світу з гірськолижного спорту. Його перший серйозний успіх був у 1996 році, коли став чемпіоном світу серед юніорів у швидкісному спуску у Швіці / Гох-Ібріг. Свого найкращого результату він досяг на чемпіонаті світу з гірськолижного спорту в 2003 році в Санкт-Моріці, де став четвертим у супергіганті. Він посів восьме місце на Олімпійських змаганнях з гірських лиж у Солт-Лейк-Сіті 2002 року. На зимових Олімпійських іграх 2006 року в Турині Гоффман піднявся на подіум і завоював бронзову медаль. Через півтора тижні після цього успіху він зазнав розриву хрестоподібних зв'язок правого коліна під час тренування з гігантського слалому в Адельбодені 28 лютого 2006 року.
Гоффман шість разів підіймався на подіум Кубка світу, але жодного разу не виграв. Найближчим до перемоги в Кубку світу він був у Цаухензе у березні 2002 року, коли він фінішував другим після австрійця Стефана Ебергартера. 9 березня 2012 року Амброзі оголосив про кінець кар'єри через відсутність результатів.

## Участь в Олімпіадах
На зимових Олімпійських іграх 2002 року він фінішував 8-м у швидкісному спуску. Він виграв бронзову медаль у супергіганті на зимових Олімпійських іграх 2006 року та посів 17-те місце у швидкісному спуску. У Ванкувері 2010 року у швидкісному спуску став 23-м.
| Олімпіада           | Дисципліна       | Номер | Час     | Відставання | Місце |
| ------------------- | ---------------- | ----- | ------- | ----------- | ----- |
| Солт-Лейк-Сіті 2002 | швидкісний спуск | 15    | 1:40,31 | +1,18       | 8     |
| Турин 2006          | швидкісний спуск | 13    | 1:50.72 | +1,92       | 17    |
| Турин 2006          | супергігант      | 22    | 1:30.98 | +0,33       | 3     |
| Ванкувер 2010       | швидкісний спуск | 14    | 1:56,04 | +1,73       | 23    |